# Eupithecia supporta
Eupithecia supporta är en fjärilsart som beskrevs av Dyar 1918. Eupithecia supporta ingår i släktet Eupithecia och familjen mätare. Inga underarter finns listade i Catalogue of Life.